# Vagón cerrado
Un vagón cerrado es un vagón cerrado lateralmente y con techo.

## Descripción
Los vagones cerrados protegen las cargas de las inclemencias climáticas. Hasta mediados del siglo XX eran construidos mayoritariamente en madera, hasta que ese material fue reemplazado por acero y, de manera excepcional, por aluminio.

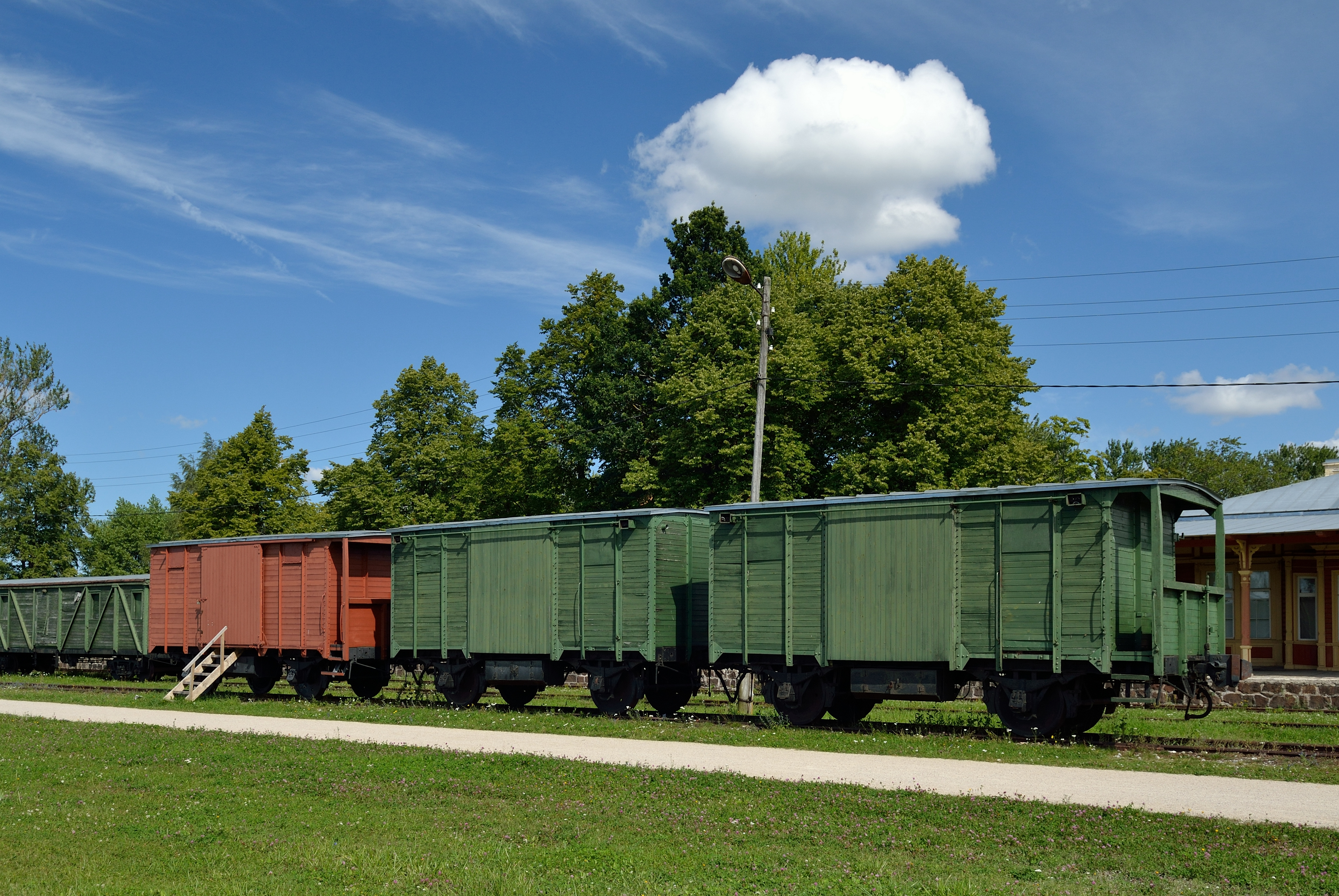
Vagón cerrado utilizado en Rusia a finales del

Es el vehículo más numeroso dentro del parque de vagones de las administraciones ferroviarias. Tiene una gran versatilidad para transportar diversos productos: mercancías agrícolas, industriales, carga paletizada y carga fraccionada.
Dentro de los vagones cerrados se incluyen los vagones para el transporte de animales y vagones refrigerados.